# شيفروليه كورفيت سي4

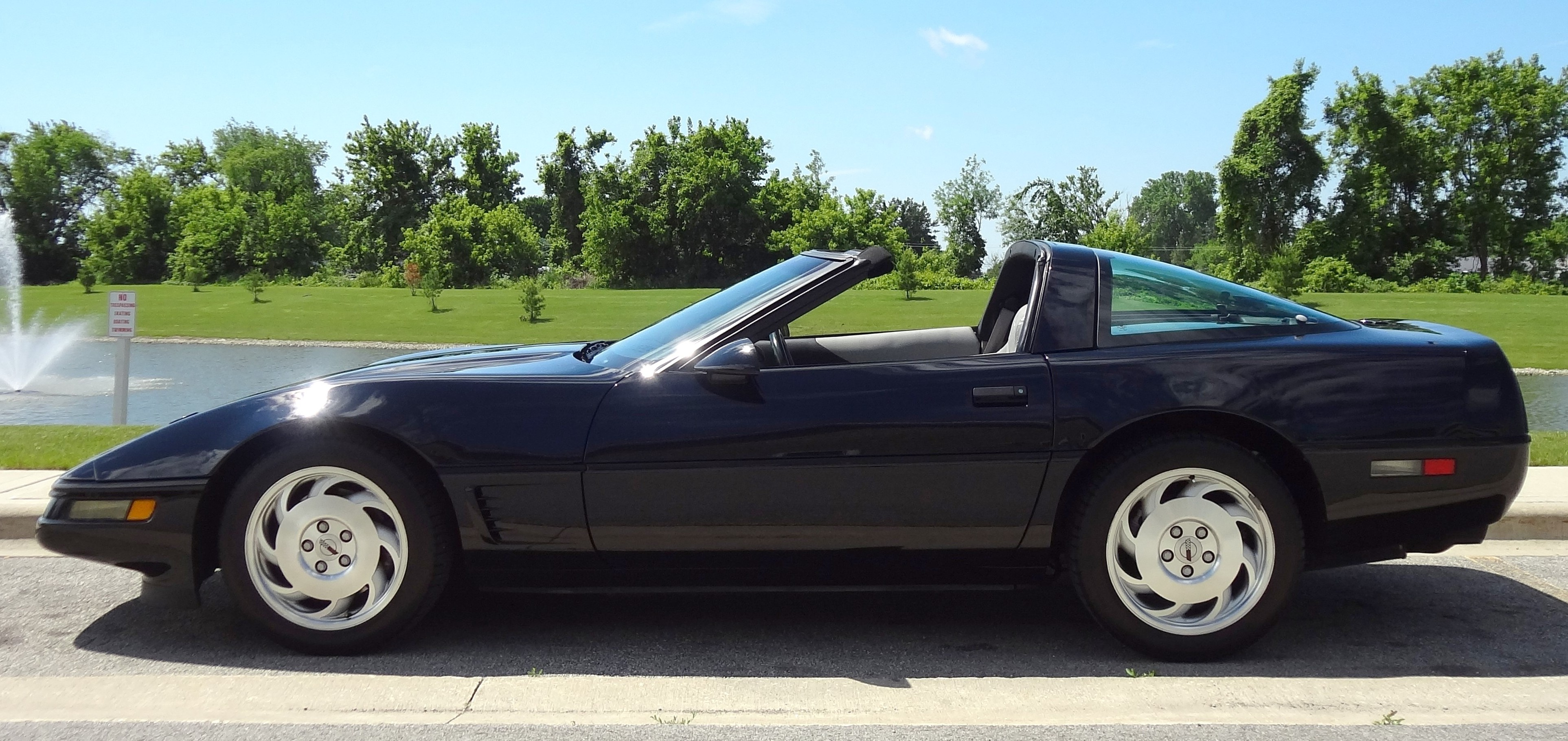
سيارة شيفورليه كورفيت سي4، صنعت عام 1996م.

شيفورليه كورفيت سي4 (بالإنجليزية: Chevrolet Corvette C4)‏ ، هي نوع السيارة الرياضية التي أنتجها الجيل الرابع، بدأت ظهورها عام 1984م، وأنتهت عام 1996م، وهي من إنتاج جنرال موتورز.

## وصلات خارجية
- C4 Vette Registry
- Callaway Twin-Turbo Corvette video